# Projeto de poço de petróleo
O projeto de poço de petróleo passa por diversas etapas. Inicialmente estudos de sísmica determinam a região onde há maior probabilidade de ter havido acumulação de hidrocarbonetos. A geodésia então deve fornecer as coordenadas exatas da locação. No caso offshore, uma batimetria e estimativa da resistência mecânica do solo do leito marinho devem ser feitas. Em paralelo uma sonda de perfuração (também chamada plataforma de perfuração) deve ser definida para executar o projeto.
Se a área a ser perfurada for conhecida pelo setor de geologia da empresa operadora será possível otimizar o comprimento de cada uma das fases da perfuração, dimensionando assim o número de fases e o diâmetro e comprimento dos revestimentos a serem descidos no poço. Existem dois principais fatores que limitam os comprimentos das fases: pressão de poros da formação e pressão de absorção da formação mais frágil não isolada (até o início da década de 2000 esta pressão era chamada erroneamente de pressão de absorção na sapata mas reviu-se este conceito por haver casos em que a sapata do último revestimento descido não corresponde à formação mais frágil). O revestimento de poço de petróleo tem algumas funções, sendo uma delas a de isolar formações com diferentes fluidos e pressões, evitando que ocorra interfluxo (fluxo de hidrocarboneto de uma formação de maior pressão para uma formação de menor pressão contendo água ou gás, por exemplo).
Um projeto comum de poço submarino inclui revestimentos de 30", 20", 13 3/8" e 9 5/8" com extremidade superior no leito marinho e um revestimento tipo liner de 7" com extremidade superior próxima a extremidade inferior do 9 5/8". Todos estes revestimentos são cimentados para garantia do isolamento das diferentes formações com exceção do 30" que pode ser cimentado, cravado ou jateado.
Caso o revestimento de 30" seja cimentado, a perfuração desta fase é comumente feita com uma broca de 26" seguida de um alargador de 36". Para os demais revestimentos utilizam-se brocas de 26", 17 1/2", 12 1/4" e 8 1/2", respectivamente.
A cimentação destes revestimentos em ambiente offshore é uma operação crítica pois se utilizam diversos aditivos e os principais riscos são de a pega da pasta de cimento ser muito acelerada e isto causar uma prisão da coluna de cimentação ou a pega ser muito retardada causando um possível fluxo de hidrocarbonetos por perda de hidrostática durante a pega (ver Deepwater Horizon).
Após a perfuração das fases e cimentação dos seus respectivos revestimentos é preciso completar o poço. A completação de um poço de petróleo é a etapa do projeto em que são descidos os equipamento que permitem a produção de hidrocarbonetos ou a injeção de fluidos como água ou dióxido de carbono. Finalmente é descida a árvore de natal que é travada à cabeça de poço direcionando o fluxo dos fluidos produzidos ou injetados.